# Инская улица (Новосибирск)
Инская улица — улица в Октябрьском районе Новосибирска, состоящая из двух отдельных улиц, расположенных примерно в 340 м друг от друга. Первый северо-западный отрезок улицы начинается от Ипподромской магистрали и заканчивается в административно-жилом квартале недалеко от Коммунального моста. Второй уличный отрезок, находящийся юго-восточнее, начинается от улицы Бориса Богаткова, пересекает Гурьевскую улицу и заканчивается, примыкая к улице Добролюбова. Между частями улицы Инской находится въезд на Коммунальный мост.

## История
Инская улица была обозначена уже на плане Новониколаевского посёлка 1894 года. Её кварталы стали своеобразным «градостроительным эталоном» — именно по ним впоследствии отмеряли участки на территории будущего города.
На картах Новониколаевска (совр. Новосибирск) Инская улица начинается от реки Каменки и заканчивается около станции Алтайской железной дороги (совр. «Новосибирск-Южный»). Идущая параллельно Инской Будаговская улица являлась частью Алтайского тракта. Благодаря соседству с этой важной дорожной артерией Инская улица находилась в гуще транспортных потоков города.
В 1922 году на улице в доме № 45 открылся родильный приют.
В середине 1950-х годов улицу разделил на две части новый Коммунальный мост. В 1990-е и 2000-е годы на улице стала появляться многоэтажная застройка.

## Архитектура

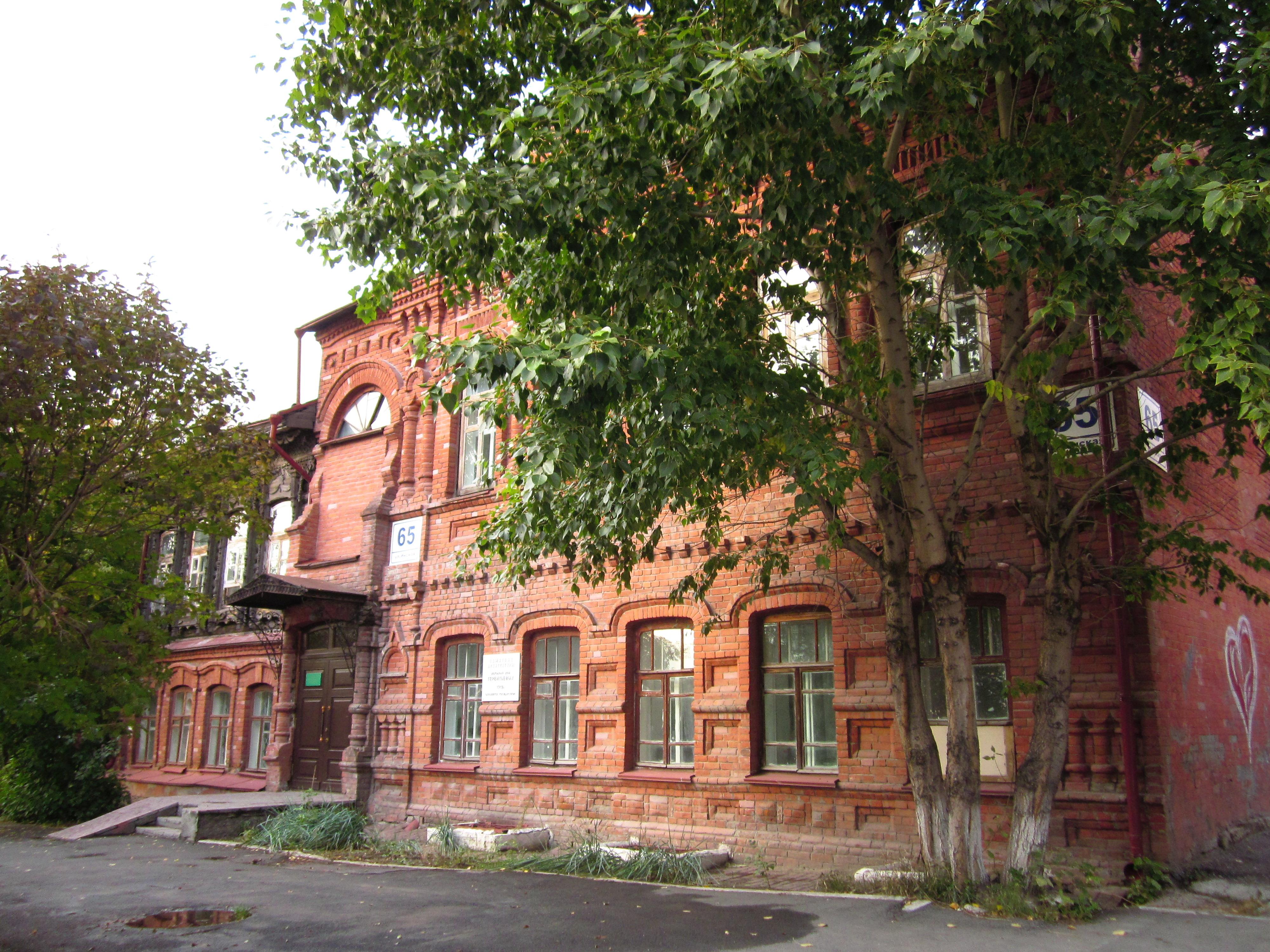
Усадьба Терентьевых

На Инской улице расположены здания, многие из которых построены ещё в начале 20 века, но бо́льшая их часть не имеет статуса памятника архитектуры.
Жилой дом П. И. Безсоновой — деревянный жилой дом с деревянной резьбой. В 1980-е годы признан архитектурным памятником, но после халатного отношения к зданию его собственника был лишён статуса объекта культурного наследия.
Инская улица № 19 — одноэтажный рубленый дом для одной городской семьи среднего класса. Подобные дома были повсеместно распространены в сибирских городах в конце XIX — начале XX века и сохранились в небольшом количестве.
Усадьба Терентьевых — двухэтажный дом, построенный приблизительно в 1908—1909 годах. В 1912 году к дому было пристроено новое кирпичное здание. Памятник архитектуры регионального значения.
Здание Закаменского райкома ВКП(б) — деревянное здание, построенное в 1908 году. В Советское время здесь обоснавался райкома ВКП(б) Закаменского района. Памятник истории регионального значения.
Инская улица № 61 — здание школы в стиле сталинского неоклассицизма. По состоянию на 2017 год в здании находится Специальная коррекционная школа № 1.

## Проституция
В дореволюционное время на Инской улице была самая большая концентрация домов для занятия проституцией на территории Новониколаевска.

## Упоминания в литературе
Инская улица упоминается в художественном романе Михаила Щукина «Конокрад и гимназистка».

## Организации
- Набережная гостиница
- Специальная коррекционная школа № 1
- Новосибирский областной детский клинический психоневрологический диспансер
- Новосибирский союз журналистов
- Аргументы недели, газета
- Golden Plaza, бизнес-центр